# Sanggye Gyaltsen
Sanggye Gyaltsen (eind 14e eeuw - 1457) was een afstammeling van de Tibetaanse Phagmodru-dynastie, wat de heersende dynastie in Tibet was van 1354 tot 1435 en een zekere politieke status behield tot aan het begin van de 17e eeuw.

## Familie
Hij was een broer van Dragpa Gyaltsen die koning was over de Centraal-Tibetaanse regio's U en Tsang. Hij had een lange periode, van 1385 tot 1432, in voorspoed geregeerd en was ongehuwd en kinderloos gebleven.
Sanggye Gyaltsen zelf trouwde met twee vrouwen die behoorden tot de familie van de Rinpung-dynastie. Met elke vrouw kreeg hij een zoon. De oudste daarvan was Dragpa Jungne en de jongste Künga Legpa.

## Troonpretenties en burgeroorlog
Na de dood van Dragpa Gyaltsen konden de ministers geen overeenstemming bereiken over de opvolging. Norsang, de vorst van de Rinpungpa, stelde voor dat de abt van het klooster Thel hierover zou beslissen. De abt wees vervolgens de 18-jarige Dragpa Jungne aan die ervoor lama was geweest in de Tsetang Gompa bij Tsetang. Ondanks dat Sanggye Gyaltsen zelf de troon had willen bezetten, stemde hij in met het advies van de abt en werd zijn zoon geïnstalleerd.
Twee jaar later, in 1434, overleed de abt van Thel en daarmee verdween ook zijn morele invloed. Sanggye Gyaltsen haakte hierop in door alsnog de troon op te eisen. Het gevolg hiervan was dat er gedurende een jaar een burgeroorlog uitbrak. Het jaar 1434 bleek het jaar van de interne ineenstorting van de Phagmodrupa te worden.
Sanggye Gyaltsen werd opzij gezet en vluchtte naar Yargyab en de Rinpung-vorst Norsang kwam naar voren als winnaar. Daarnaast veroverde diens zoon Döndrub Dorje het belangrijke bolwerk Samdrubtse (huidig Shigatse) in 1435. De Rinpung-dynastie wist op deze manier de regio Tsang de domineren en vast te houden tot 1565.

### Vermeend koningschap
Volgens de Chinese Mingshi-annalen zou ook Sanggye Gyaltsen hebben geregeerd. Dit wijkt af van Tibetaanse annalen die hierover geen melding maken.
Volgens de Mingshi zou Sanggye Gyaltsen (Sangerjie Jianzan Ba Cangbu: Sanggye Gyaltsen Pal Tsangpo) zijn zoon Dragpa Jungne hebben opgevolgd en tot 1469 hebben geregeerd: dit is twaalf jaar later dan het jaartal dat vermeld wordt in de Tibetaanse annalen als zijn overlijdensjaar. Na diens dood zou de Ming-keizer Chenghua hebben verordonneerd dat zijn zoon Künga Legpa (Gongge Liesiba Zhongnai Lingzhan Jianzan Baer Cangbu: Kunga Lekpa Jungne Rinchen Pal Zangpo) de troon zou overnemen.
De discrepantie tussen de Chinese en Tibetaanse bronnen is moeilijk te verklaren. Volgens Giuseppe Tucci was er mogelijk een beperkt zicht van de Ming-dynastie op wat er zich in Tibet afspeelde.